# Haczykodziobki
Haczykodziobki (Diglossinae) – podrodzina ptaków z rodziny tanagrowatych (Thraupidae).

## Występowanie
Podrodzina obejmuje gatunki występujące w Ameryce.

## Systematyka
Do rodzaju należą następujące rodzaje:
- Conirostrum
- Sicalis
- Phrygilus
- Nesospiza
- Rowettia – jedynym przedstawicielem jest Rowettia goughensis – wyspiarczyk
- Melanodera
- Catamenia
- Diglossa
- Idiopsar
- Xenodacnis – jedynym przedstawicielem jest Xenodacnis parina – niebieszczek
- Geospizopsis
- Haplospiza